# 記録
記録（きろく）は、安定した形で定着・保存された状態にある情報である。会議の議事録が、会議の終わった後にも残るように会議中の発言を文書などの形にして保存するのがこの例である。

## 記録と歴史
人類が意図的に残し、現存する、最古の記録と思われるのは、洞窟に残された壁画と推察されている。
- ショーヴェ洞窟壁画（フランス・アルデシュ県）約3万年前
- ラスコーの壁画（フランス）約2万年前
- アルタミラの壁画（スペイン）約1万8000-1万4000年前
- カカドゥの壁画（オーストラリア）約2万年前

もっとも、これらの壁画は何かの情報を保存する目的のものであったのかどうかは疑わしい。呪術などに用いられたものではないかとする説などもある。
文字に近い記録に限った場合には、古代メソポタミア文明における楔形文字が最初の例とされる。
紀元前8000年頃から、シュメール人は小さな粘土の板に記号化された絵のようなものを記し、物財の管理や分配をする際の助けにしていたとされる。表現の対象となったのは例えば、羊、一定量の油や穀物などである。
ただし、この粘土板を用いた記録の初期形態は、文字として今日、我々が考えるものとはやや異なっている。この小さな板は、ちょうどコインのようなもので、容器に入れて持ち運ばれ、羊の量と羊を描いた板の数が比例する、という形で用いられていた。
時と共に、平らな粘土板に複数の文字を並べる習慣が広まり、またそれらの文字とは独立して頭数や量を表す数字が発明された。さらに、表意文字としての性格を帯びるようにもなった。
ちなみに、メソポタミアの文字文化は、シュメール人の後に現れたアッカド人、バビロニア人にも受け継がれ、成文法の最初の例として知られるハンムラビ法典を生み出した。
このバビロニアはエジプト文明に影響を与え、ヒエログリフの使用のきっかけとなった。そしてエジプト文明は古代ギリシア文明に影響を与えたとされる。

## 記録と社会
文字による記録を行う社会と、口承によって物事を伝達する社会とでは人々の人間関係、物事の考え方、時間や世界に対する構えなどが異なる、という研究がある。正確な保存のために記録をとるという発想が文字の文化だ、という説も、そこからは導き出せる。
また、記録の仕方によっても人や社会が影響を受けるとする考察もある。例えばハロルド・イニスは、エジプトのパピルスが粘土板に代わって記録に用いられるようになったことで人々の思考も軽くなった、と論じている。